# شهرستان ویشکوف
ناحیهٔ ویشکوو (به لاتین: Vyškov District) یک ناحیه در جمهوری چک است که در منطقه موراویای جنوبی واقع شده‌است. ناحیهٔ ویشکوو ۸۷۶٫۰۶ کیلومتر مربع مساحت و ۸۶٬۷۶۳ نفر جمعیت دارد.